# Diocesi di Ilagan
La diocesi di Ilagan (in latino Dioecesis Ilaganensis) è una sede della Chiesa cattolica nelle Filippine suffraganea dell'arcidiocesi di Tuguegarao. Nel 2021 contava 1.350.960 battezzati su 1.719.400 abitanti. È retta dal vescovo David William Valencia Antonio.

## Territorio
La diocesi comprende la provincia filippina di Isabela, sull'isola di Luzon.
Sede vescovile è la città di Gamu, dove si trova la cattedrale di San Michele arcangelo. A Ilagan sorge la concattedrale di San Ferdinando, che è stata la prima cattedrale diocesana.
Il territorio si estende su 12.414 km² ed è suddiviso in 39 parrocchie.

## Storia
La diocesi è stata eretta il 31 gennaio 1970 con la bolla Quia urget Christi di papa Paolo VI, ricavandone il territorio dalla diocesi di Tuguegarao (oggi arcidiocesi) e della prelatura territoriale di Infanta.
Originariamente suffraganea dell'arcidiocesi di Nueva Segovia, il 21 settembre 1974 è entrata a far parte della provincia ecclesiastica di Tuguegarao.
Nel settembre del 2013 la cattedrale della diocesi è trasferita da Ilagan a Gamu.

## Cronotassi dei vescovi
Si omettono i periodi di sede vacante non superiori ai 2 anni o non storicamente accertati.
- Francisco Raval Cruces † (4 marzo 1970 - 22 agosto 1973 nominato arcivescovo di Zamboanga)
- Miguel Gatan Purugganan † (21 gennaio 1974 - 26 luglio 1999 dimesso)
- Sergio Lasam Utleg (26 luglio 1999 succeduto - 13 novembre 2006 nominato vescovo di Laoag)
- Joseph Amangi Nacua, O.F.M.Cap. † (10 giugno 2008 - 25 febbraio 2017 dimesso)
- David William Valencia Antonio, dal 14 novembre 2018

## Statistiche
La diocesi nel 2021 su una popolazione di 1.719.400 persone contava 1.350.960 battezzati, corrispondenti al 78,6% del totale.
| anno | popolazione | popolazione | popolazione | presbiteri | presbiteri | presbiteri | presbiteri                | diaconi | religiosi | religiosi | parrocchie |
| anno | battezzati  | totale      | %           | numero     | secolari   | regolari   | battezzati per presbitero | diaconi | uomini    | donne     | parrocchie |
| ---- | ----------- | ----------- | ----------- | ---------- | ---------- | ---------- | ------------------------- | ------- | --------- | --------- | ---------- |
| 1970 | 548.414     | 657.620     | 83,4        | 43         | 23         | 20         | 12.753                    |         |           | 42        | 29         |
| 1980 | 621.000     | 840.338     | 73,9        | 41         | 21         | 20         | 15.146                    |         | 21        | 53        | 29         |
| 1990 | 793.458     | 1.072.241   | 74,0        | 38         | 17         | 21         | 20.880                    |         | 45        | 55        | 32         |
| 1999 | 940.731     | 1.237.804   | 76,0        | 55         | 29         | 26         | 17.104                    |         | 28        | 48        | 35         |
| 2000 | 967.325     | 1.252.253   | 77,2        | 52         | 30         | 22         | 18.602                    |         | 24        | 48        | 35         |
| 2001 | 983.170     | 1.269.201   | 77,5        | 59         | 32         | 27         | 16.663                    |         | 29        | 46        | 35         |
| 2002 | 997.603     | 1.289.416   | 77,4        | 57         | 34         | 23         | 17.501                    |         | 25        | 50        | 36         |
| 2003 | 1.013.867   | 1.310.467   | 77,4        | 56         | 36         | 20         | 18.104                    |         | 22        | 50        | 36         |
| 2004 | 1.027.345   | 1.317.110   | 78,0        | 51         | 38         | 13         | 20.144                    |         | 15        | 45        | 36         |
| 2006 | 1.060.689   | 1.337.110   | 79,3        | 52         | 40         | 12         | 20.397                    |         | 12        | 37        | 37         |
| 2013 | 1.271.000   | 1.591.000   | 79,9        | 49         | 41         | 8          | 25.938                    |         | 8         | 40        | 37         |
| 2016 | 1.247.000   | 1.557.000   | 80,1        | 55         | 44         | 11         | 22.672                    |         | 37        | 34        | 39         |
| 2019 | 1.278.985   | 1.627.789   | 78,6        | 53         | 36         | 17         | 24.131                    |         | 44        | 37        | 38         |
| 2021 | 1.350.960   | 1.719.400   | 78,6        | 52         | 38         | 14         | 25.980                    |         | 14        | 32        | 39         |